# Doctrine de Saumur

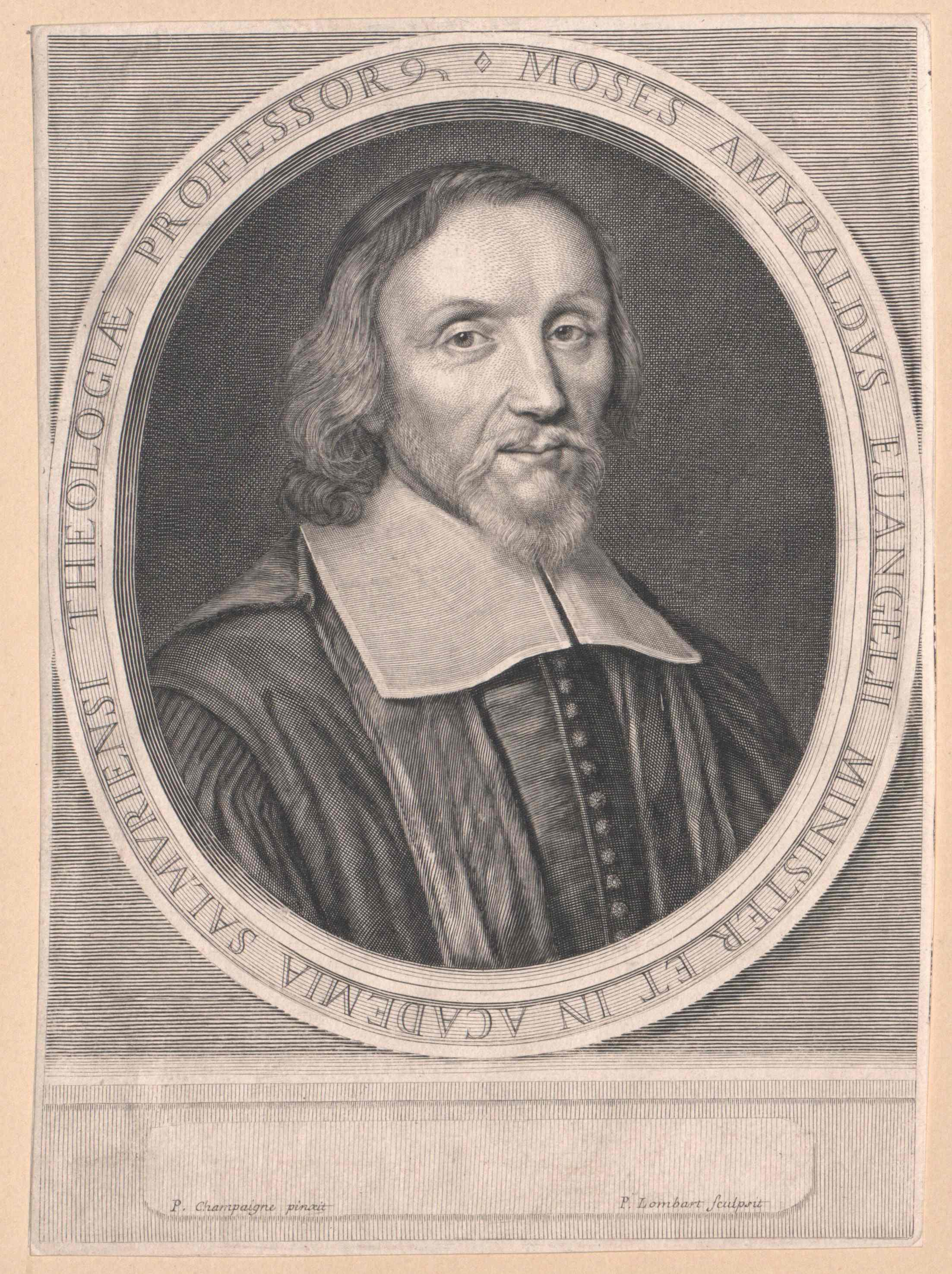
Portrait de Moïse Amyraut, un des promoteurs de la doctrine de Saumur.

La doctrine de Saumur est une doctrine protestante élaborée au sein de l’Académie protestante de Saumur par John Cameron (1579-1625) en opposition à la doctrine de la prédestination.
Opposé à la doctrine calviniste de la prédestination, le théologien écossais John Cameron forma, au sein de l’académie de Saumur, un parti d’opposition à la doctrine orthodoxe du synode de Dordrecht, enseignant une grâce offerte à tous les hommes.
La doctrine de Saumur, proche de celle d’Arminius, fut défendue et illustrée par son disciple Moïse Amyraut (1596–1664), si bien qu'elle fut adoptée par ses collègues La Place, Cappel, et par d'autres théologiens de la Réforme, devenant la doctrine dominante  l’académie de Saumur, tandis que Pierre Du Moulin la combattait à la tête de l’académie de Sedan. Elle finit par triompher, malgré les censures des synodes, qui n’osèrent cependant jamais la qualifier d’« hérétique ».
On appela « universalistes » les partisans de cette doctrine, parce qu’elle étendait la miséricorde divine à tout le genre humain et « hypothétiques », parce qu’ils supposaient la foi comme une condition préalable pour avoir part à cette miséricorde.
Ce système conciliateur palliait plutôt qu’il n’éliminait réellement ce que la doctrine calviniste pouvait avoir de rebutant, dans la mesure où Dieu y est représenté comme désirant le salut de tous, et refusant néanmoins à plusieurs les secours nécessaires pour y parvenir.[réf. nécessaire]

## Sources
- Joseph-François Michaud, Louis-Gabriel Michaud, Biographie universelle, Paris, Michaud frères, t. 6, 1812, p. 610.